# Haaltert
Haaltert ist eine belgische Gemeinde in die Denderstreek in der Region Flandern mit 19.402 Einwohnern (Stand 1. Januar 2024). Sie besteht aus dem Kernort und den Ortsteilen Denderhoutem, Heldergem und Kerksken.
Der Molenbeek-Ter Erpenbeek verläuft durch Heldergem, Kerksken und Haaltert.
Aalst liegt 5 Kilometer nördlich, Brüssel 25 km südwestlich und Gent 25 km nordwestlich.
Der nächste Autobahnanschluss  befindet sich bei Aalst an der A10/E 40. 

Haaltert hat einen Regionalbahnhof an der Bahnlinie Kortrijk – Oudenaarde – Zottegem – Haaltert – Brüssel, weitere befinden sich in Aalst und Denderleeuw.
Des Weiteren gibt es ein 205 Hektar großes Naturschutzgebiet: Den Dotter in der Teilgemeinden Aaigem (Gemeinde Erpe-Mere) und Heldergem (Gemeinde Haaltert).

## Geschichte
Die Ortsteile Haaltert, Heldergem und Kerksken gehörten in früheren Zeiten der heerlijkheid van Latem en Lilaer (Herrlichkeit von Latem und Lilaer) an. Weitere Orte dieser Herrlichkeit waren Aspelare, Aaigem, Sint-Antelinks und Woubrechtegem.

## Bilder

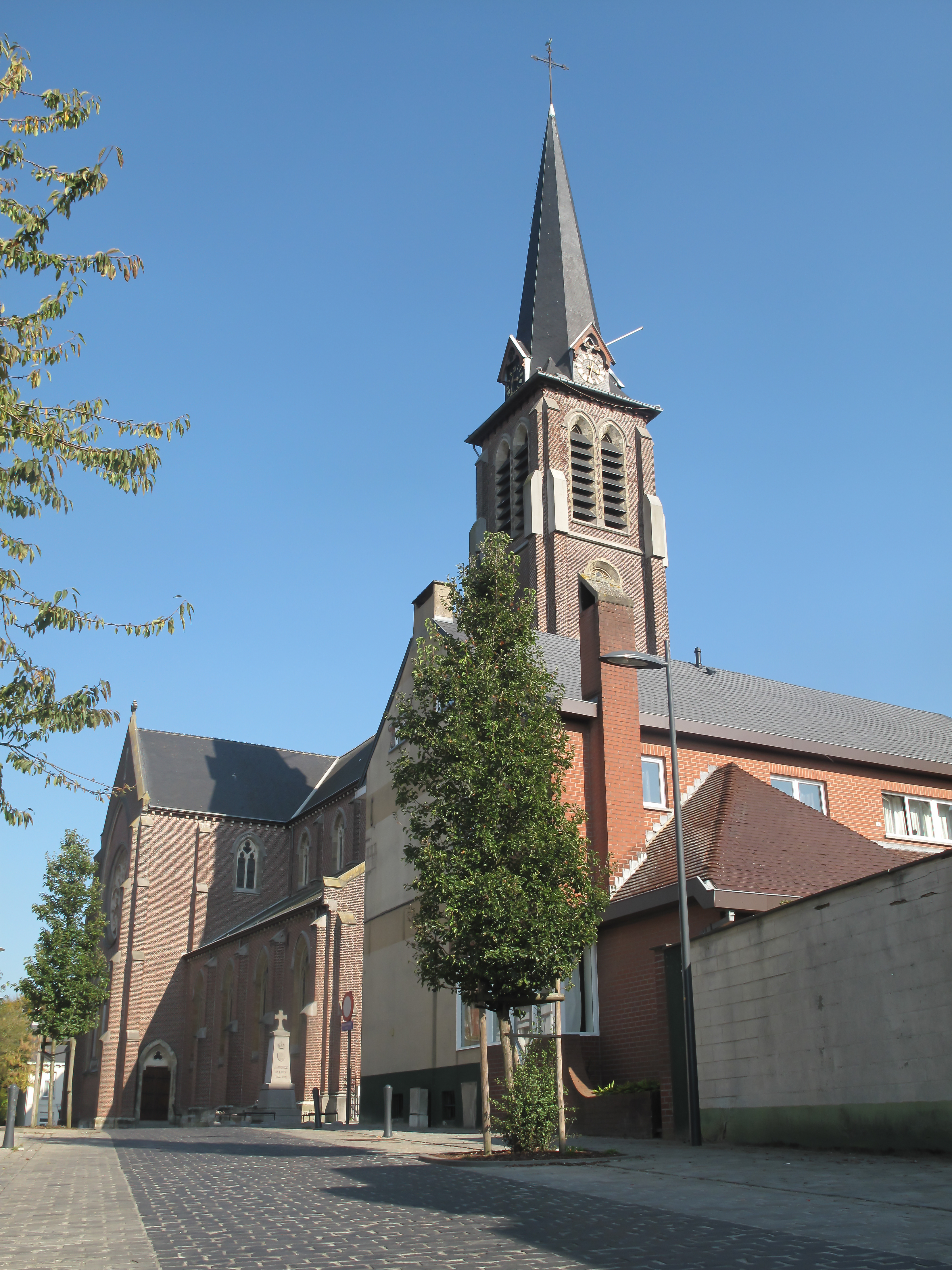
Haaltert, Kirche: de Sint Gorikskerk
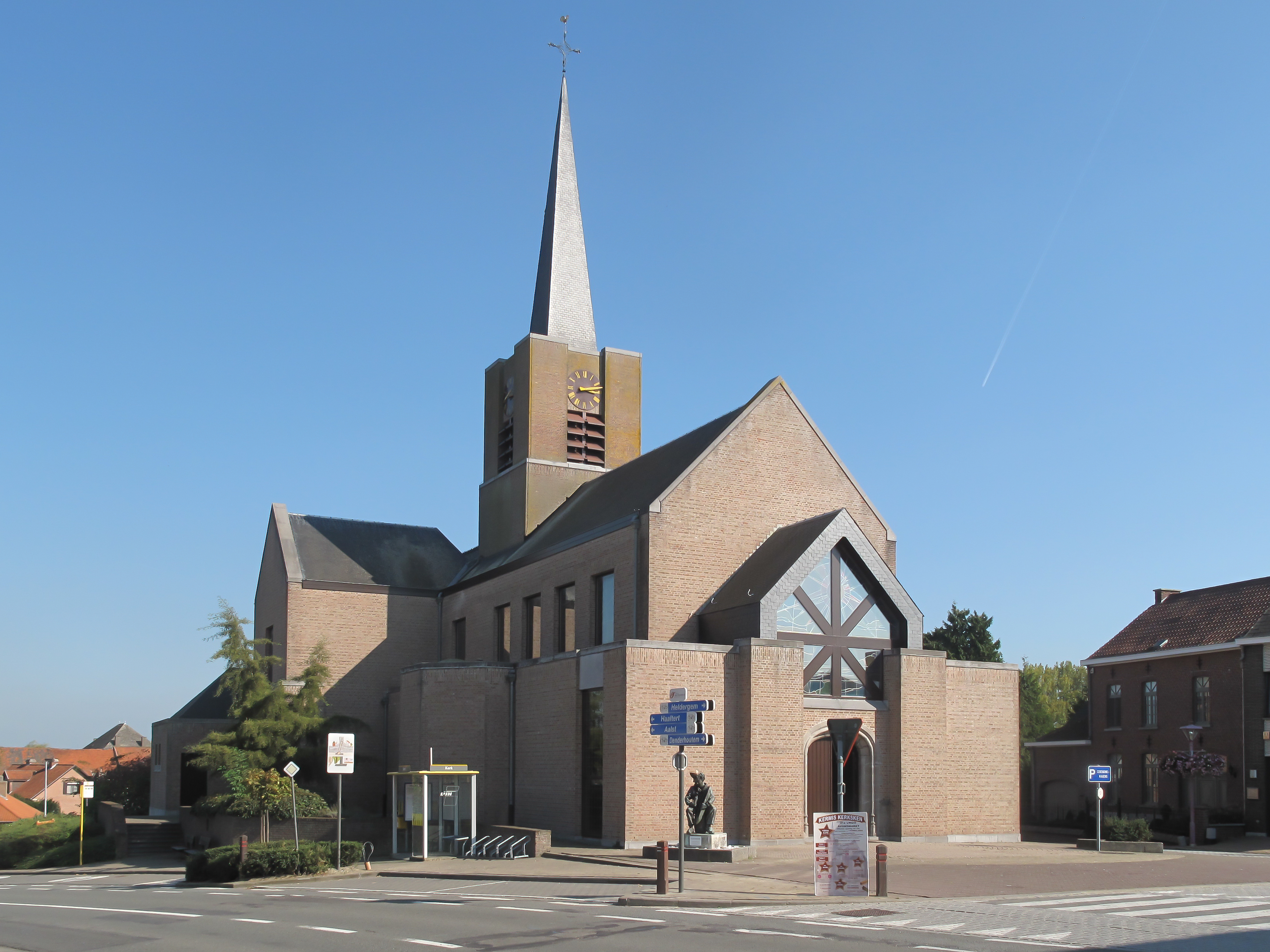
Kerksken, Kirche

## Weblink
- Offizielle Homepage der Gemeinde

## Nachweise
1. ↑   Geschichte von St.Maria-Latem (niederländisch) (Memento des Originals vom 17. August 2013 im Internet Archive)  Info: Der Archivlink wurde automatisch eingesetzt und noch nicht geprüft. Bitte prüfe Original- und Archivlink gemäß Anleitung und entferne dann diesen Hinweis.